# Mail Retrival Agent
Mail Retrieval Agent (MRA) – program odbierający pocztę elektroniczną od Mail Access Agent (MAA), zazwyczaj za pomocą protokołu POP3 lub IMAP. Może wykonywać automatyczne przekierowanie poczty po stronie klienta. Działa jako osobny program komputerowy lub może być wbudowany w klienta poczty elektronicznej (MUA).

## Przykłady
- fetchmail
- getmail

## Rodzaje programów poczty elektronicznej
W kolejności działania, według terminologii w języku angielskim:
- Mail User Agent (MUA) – klient poczty elektronicznej – pobiera pocztę od MRA, odczytuje, redaguje, wysyła do MSA.
- Mail Submission Agent (MSA) – odbiera pocztę od MUA i wysyła do MTA.
- Mail Transfer Agent (MTA) – serwer poczty elektronicznej – odbiera pocztę od MSA.
- Mail Delivery Agent (MDA) – pobiera pocztę od MTA i przekazuje do skrzynek.
- Mail Access Agent (MAA) – pobiera pocztę ze skrzynek i wysyła do MRA.
- Mail Retrival Agent (MRA) – pobiera pocztę od MAA.